# Pseudoepedanus dolensis
Pseudoepedanus dolensis is een hooiwagen uit de familie Epedanidae.